# Hubert Prélier
Hubert Prélier, né en 1892 dans le département de la Seine et mort à une date indéterminée après avril 1952, est un acteur de théâtre et de cinéma français, actif des années 1910 au début des années 1950.

## Biographie
En dehors des rôles qu'il a interprété tant au théâtre qu'au cinéma pendant près de quarante ans, on ne sait pratiquement rien d'Hubert Prélier, sinon que lors du recensement de 1936, il était domicilié au 28, rue de Lamblardie dans le 12e arrondissement de Paris.
On perd définitivement sa trace après un dernier rôle dans la pièce Le Bonheur des hommes de Claude Vermorel représentée au théâtre des Célestins de Lyon en avril 1952. Il avait alors 60 ans.

## Carrière au théâtre
- 1913 : La Brebis perdue, pièce en 3 actes de Gabriel Trarieux, au théâtre du Casino municipal de Dax (17 juin)
- 1913 : Le Demi-Monde, comédie en 5 actes d'Alexandre Dumas fils, au théâtre du Casino municipal de Dax (juin)
- 1913 : Samson, pièce en 4 actes d'Henry Bernstein, au théâtre du Casino municipal de Dax (25 juillet)
- 1913 : L'Instinct, pièce en 3 actes d'Henry Kistemaeckers fils, au théâtre du Casino municipal de Dax (juillet)
- 1914 : Tout à coup, comédie dramatique en 3 actes de Paul et Guy de Cassagnac, au théâtre Sarah-Bernhardt (15 avril) : Hector d'Ingrandes
- 1914 : L'Aiglon, drame en 6 actes en vers d'Edmond Rostand, au théâtre Sarah-Bernhardt (3 mai) : le tailleur
- 1920 : La Captive, pièce en 3 actes de Charles Méré, au théâtre Antoine (février)
- 1920 : Devant la mort, drame en 2 actes d'Alfred Savoir et Léopold Marchand, au théâtre du Grand-Guignol (7 novembre)
- 1921 : Le Dieu d'argile, pièce en 4 actes d'Édouard Schneider, au théâtre Antoine (27 octobre) : Denis Maupas
- 1921 : La Robe rouge, drame en 4 actes d'Eugène Brieux, au Théâtre National Populaire : Etchépare
- 1923 : L'Ingrate, comédie en 3 actes de Maurice Magre, au théâtre des Arts (décembre) : Paul
- 1924 : L'Invitation au voyage, de Jean-Jacques Bernard, mise en scène Gaston Baty, au théâtre de l'Odéon (15 février) : Paul Olivier
- 1924 : Alphonsine, pièce en 3 actes de Paul Haurigot, au théâtre du Vaudeville (4 avril) : Robert
- 1924 : Maya, comédie en 3 parties et 9 tableaux de Simon Gantillon, mise en scène de Gaston Baty, au Studio des Champs-Élysées (2 mai) : le Nordique / le long-courrier
- 1924 : Les Bacchantes, pièce en 3 actes de Jean-Pierre Liausu, à la Comédie des Champs-Élysées (5 octobre) : Jacques Fournier
- 1925 : La Glu, drame en 5 actes et 6 tableaux de Jean Richepin, au théâtre de l'Ambigu (septembre) : Marie-Pierre[2]
- 1925 : Le Tentateur, pièce en 3 actes et 5 tableaux d'Henri Clerc et Lionel Landry, au théâtre des Jeunes Auteurs (26 octobre) : Pierre Guilbert[3]
- 1925 : Denise Marette, pièce en 3 actes de Jean-Jacques Bernard, mise en scène d'André Calmettes, au théâtre du Vieux-Colombier (16 novembre)
- 1926 : Simone et Félicien, pièce en 3 actes d'Henri Bancel, mise en scène de Fernand Bastide, au théâtre Michel (13 janvier) : Félicien
- 1926 : Les Visages de l'ombre, pièce en 3 actes et 4 tableaux d'Augustin Sandry, au théâtre du Palais-Royal (31 mai)
- 1928 : Le Dibbouk, drame en 3 actes de Shalom Anski, adaptation française de Gaston Baty, au  Studio des Champs-Élysées (février)
- 1929 : Cœur à gauche, pièce en 3 actes de Pierre Brasseur, au Studio des Champs-Élysées (9 janvier) : Jacques Mainvilliers
- 1930 : Le Nom que j'ai pris, pièce en 16 tableaux de Romain Sanvic, au théâtre des Champs-Élysées (8 février) : Pierre Dubois
- 1930 : La Bocca della verita, pièce en 3 actes de Lucien Gennari, au Studio des Champs-Élysées (9 mai)
- 1930 : Sport, comédie en 3 actes de Madeleine et Jacques de Zogheb, au Studio des Champs-Élysées (octobre) : Pierre Tavernier
- 1931 : Un Gentilhomme, pièce en 1 acte de Charles Lafaurie, au théâtre de la Madeleine (janvier)
- 1931 : La Sève, pièce en 3 actes d'Isabelle Georges-Schreiber, au théâtre de la Madeleine (janvier)
- 1931 : Phaéton, pièce en 4 actes et 6 tableaux de Marcel Pagnol, au théâtre des Arts (décembre) : Jean Blaise jeune[4]
- 1932 : Le Paquebot Tenacity, de Charles Vildrac, au Studio des Champs-Élysées (11 mai) : Alfred Ségard
- 1937 : Le Secret d'Arvers, pièce en 1 acte de Jean-Jacques Bernard, sur Radio-Tour Eiffel (1er septembre)
- 1938 : La Princesse de Clèves, adaptation en 5 actes du roman de Madame de La Fayette par Rose Worms-Baretta, sur Paris P.T.T. (15 septembre)
- 1938 : Princesse Maleine, pièce en 5 actes de Maurice Maeterlinck, sur Lille P.T.T. (15 octobre)
- 1938 : Capitale-Symphonie, radiophonie d'André Alléhaut, musique de Théodore Mathieu, sur Radio-Paris (6 novembre)
- 1942 : Jeanne avec nous, pièce en 4 actes de Claude Vermorel, mise en scène de Georges Douking, à la Comédie des Champs-Élysées (9 janvier) : l'inquisiteur
- 1945 : Lorenzaccio, pièce en 5 actes et 20 tableaux d'Alfred de Musset, adaptation et mise en scène de Gaston Baty, au théâtre Montparnasse (9 octobre) : le cardinal Cibo
- 1947 : L'Amour des trois oranges, comédie en 2 actes d'Alexandre Arnoux, mise en scène de Gaston Baty, au théâtre Montparnasse (22 avril) : le comte Gozzi
- 1949 : Jeanne et les juges, de Thierry Maulnier, mise en scène de Maurice Cazeneuve, sur le parvis de la cathédrale de Rouen (29 mai) : le troisième juge
- 1950 : Les Arbres meurent debout, pièce en 3 actes d'Alejandro Casona, adaptation française de Jean Camp, sur Paris Inter (29 mars
- 1952 : Le Bonheur des hommes, de Claude Vermorel, mise en scène de Michel Etcheverry, au théâtre des Célestins de Lyon (29 avril)

## Carrière au cinéma
- 1933 : Le Petit Roi de Julien Duvivier : Pierre Zoltyk
- 1934 : Le Paquebot Tenacity de Julien Duvivier : Alfred Ségard
- 1934 : Itto de Jean Benoit-Lévy et Marie Epstein : le docteur Darieux
- 1935 : Aux jardins de Murcie de Max Joly et Marcel Gras : Xavier
- 1935 : Golgotha, de Julien Duvivier : l'apôtre Pierre
- 1942 : Le Voyageur de la Toussaint de Louis Daquin : le docteur Sauvaget